# تپه قلعه دزدبر هرسین
تپه قلعه دزدبر هرسین (هـ - ۹۰) یا قلا دُزبر اثری مربوط به سده‌های میانه دوران‌های تاریخی پس از اسلام است و در شهرستان هرسین، روستای سعدوند علیا واقع شده و این اثر در تاریخ ۲۴ فروردین ۱۳۸۲ با شمارهٔ ثبت ۸۱۴۶ به‌عنوان یکی از آثار ملی ایران به ثبت رسیده است.

## موقعیت
قلعۀ دزبر هرسین در یک کیلومتری فرمانداری هرسین و در ۴۰۰ متری خیابان کمربندی غرب شهر هرسین واقع شده‌است.

## اهمیت تاریخی
محمدجواد مشگور در کتاب جغرافیای تاریخی ایران باستان اشاره کرده که بدر بن حسنویه اموال خود را که در سال ۴۰۴ هجری به دست دیلمیان افتاده، در قلعۀ شاپورخواست که دزبر نامیده می‌شده و از نظر استحکام با قلعۀ سرماج برابر بود نگهداری می‌کرد.

## تخریب
قلعۀ دزبر تا دهۀ ۱۳۴۰ دارای برج و بارو بود. اما پس از آن تخریب و زمین آن تسطیح شد و برخی از سودجویان زمین محوطۀ آن را به املاک خود ملحق نمودند.